# Stadlauer Pfarrkirche

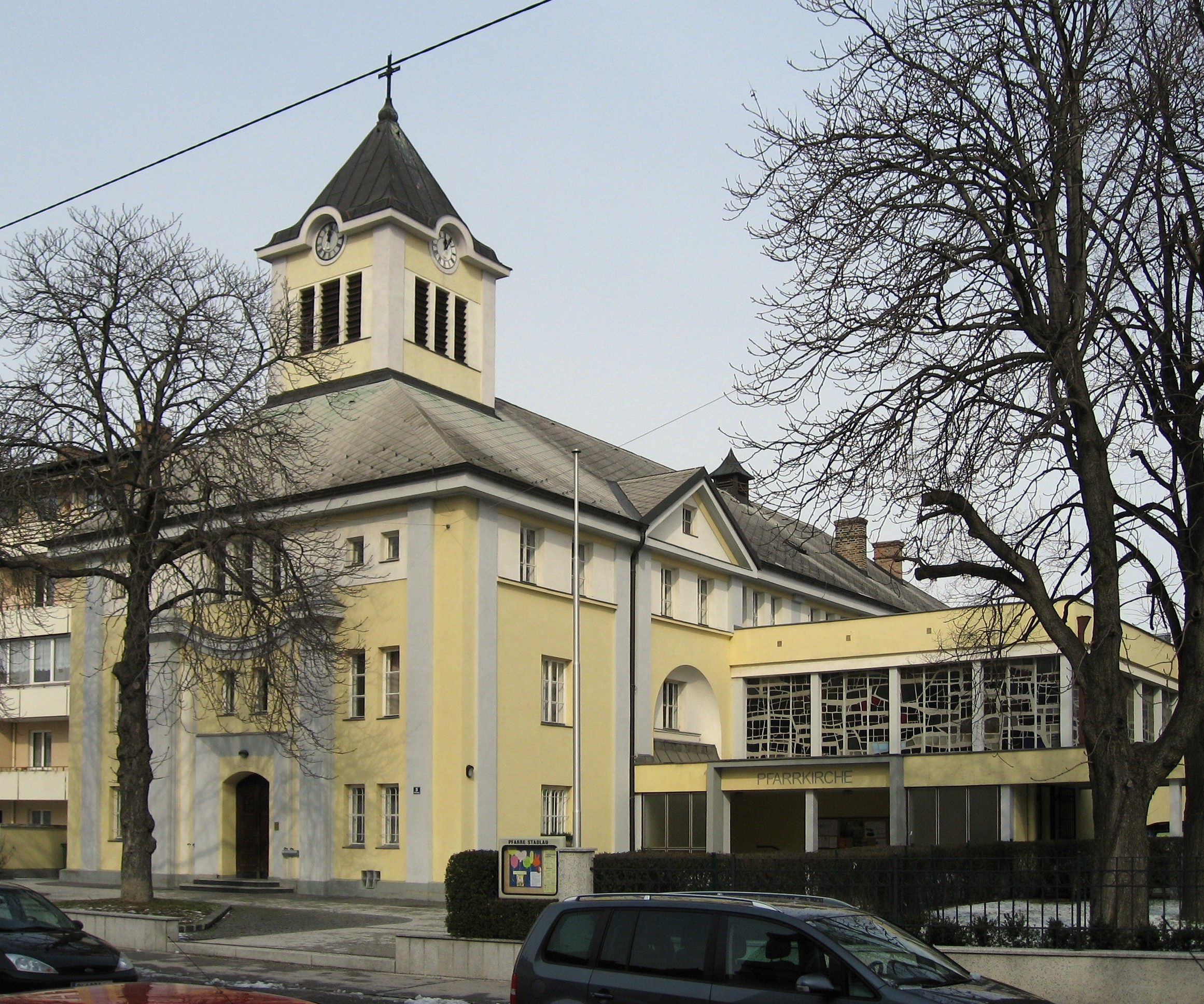
Herz-Jesu-Kirche

Die Stadlauer Pfarrkirche Herz Jesu ist eine römisch-katholische Kirche im Stadtteil Stadlau im 22. Wiener Gemeindebezirk Donaustadt in der Gemeindeaugasse 5.

## Geschichte
Die Pfarre ist vor dem Jahre 1050 überliefert und ist die Mutterpfarre des Gebietes des Bezirkes Donaustadt. Um 1130 ist Stadlau eine Patronatspfarre des Bistums Passau. Urkundlich wurde die Kirche um 1160 und 1190 dem heiligen Georg geweiht. Nach einer Zerstörung durch ein Hochwasser der Donau wurde vor 1438 die Pfarre und das Patrozinium des heiligen Georg nach Kagran in die Kagraner Pfarrkirche übertragen. Seit 1890 wurde das Pfarrgebiet vom Kloster der Schwestern vom armen Kinde Jesus neu aufgebaut und seit 1918 vom Orden Don Boscos geführt.

## Herz Jesu Kirche
Die Kirche wurde in den Jahren 1923 bis 1924 von den Baumeistern Karl Ambacher und Hans Sauer errichtet und war zuerst Filialkirche der Kagraner Pfarrkirche und wurde im Jahre 1934 zur Pfarrkirche erhoben und dem Orden der Salesianer inkorporiert.
Der kubische Bau mit Dachreiter ist in zurückhaltender Heimatstilform gehalten. Die schlichte Pfeilerhalle mit Empore wurde bei der Erweiterung von 1970 bis 1972 nach Osten orientiert und durch einen Anbau im Westen vergrößert.
Es gibt Glasmalereien von der Glasmalerei Abtei Schlierbach. Ein Wandmosaik Madonna mit Kind ist vom Maler Wilhelm Kocian. Der Hochaltar trägt eine Kreuzigungsgruppe mit drei Figuren aus der 1. Hälfte des 18. Jahrhunderts aus der ehemaligen Rosalienkapelle im Freihaus auf der Wieden. Es gibt Bildhauerarbeiten von Alfred Crepaz aus dem Jahre 1951, eine Christkönigsfigur, Reliefs mit Szenen aus dem Leben Christi, Figuren Hll. Thaddhäus und Antonius, wie auch die Gestaltung der Kanzel und des Kommuniongitters.